# Vari-Voula-Vouliagmeni
Vari-Voula-Vouliagmeni (Grieks: Βάρη-Βούλα-Βουλιαγμένη) is sedert 2011 een fusiegemeente (dimos) in de Griekse bestuurlijke regio (periferia) Attica.
De drie deelgemeenten (dimotiki enotita) van de fusiegemeente zijn:
- Vari (Βάρη)
- Voula (Βούλα)
- Vouliagmeni (Βουλιαγμένη)